# Lista de cidades na voivodia de Opole
Existem 37 cidades na voivodia de Opole com uma população total de 497 872 habitantes, o que representa cerca de 52,99% de toda a população da voivodia.
A maior cidade da voivodia é Opole, habitada por 125 812 pessoas. A população de Opole é cerca de 25,37% da população urbana da voivodia. Opole é a única cidade na voivodia com uma população de mais de 100 000 habitantes. Existem 11 cidades sedes de condados na voivodia, incluindo 1 cidade com direitos de condado: Opole. Esta cidade é habitada por um total de aproximadamente 13,44% da população da voivodia de Opole. A menor cidade sede de condado é Olesno com uma população de 9 016 habitantes, e a maior cidade que não é sede de condado é Głuchołazy, habitada por 12 545 pessoas. Strzeleczki tem a menor população − 1 507 pessoas.
A maior área é a de Opole − 149 km², e a menor, a de Ozimek − 3,3 km². A área total das áreas urbanas da voivodia é de 847,6 km², ou seja, aproximadamente 9,0% de sua área. Ao mesmo tempo, Ozimek tem a maior densidade populacional na voivodia no nível de aproximadamente 2 423,7 habitantes/km², enquanto Strzeleczki tem a menor densidade − 54 habitantes/km².
O maior número − cinco cidades cada, está localizado nos condados de Nysa, Opole e Strzelce, enquanto apenas uma cidade está localizada nos condados de Kędzierzyn-Koźle e Namysłów.
| Disposição das cidades na voivodia de Opole |
| --- |
| Opole Kędzierzyn-Koźle Nysa Brzeg Kluczbork Prudnik Strzelce Opolskie Krapkowice Namysłów Głuchołazy Głubczyce Zdzieszowice Olesno Ozimek Grodków Praszka Zawadzkie Paczków Niemodlin Kietrz Wołczyn Gogolin Lewin Brzeski Głogówek Otmuchów Dobrodzień Byczyna Kolonowskie Baborów Leśnica Prószków Gorzów Śląski Biała Korfantów Ujazd Tułowice Strzeleczki Cidades por população: – mais de 100 mil; – de 50 a 100 mil; – de 20 a 50 mil; – de 10 a 20 mil; – de 5 a 10 mil; – menos de 5 mil; |

A tabela mostra todas as cidades da voivodia da Lubúsquia organizadas por população. As informações sobre a população são baseadas nos dados do Escritório Central de Estatística em 31 de dezembro de 2024. Os nomes das cidades sedes de condados, estão em negrito e os nomes das cidades com direitos de condado também estão escritos em itálico. Os nomes das autoridades da cidade que usam o título de presidente da cidade são escritos em itálico.
| #   | Brasão | Nome              | Condado          | População (31−12−2024) | Área [km²] | Densidade populacional [hab./km²] | Prefeito/Presidente       | Coordenadas                  |
| --- | ------ | ----------------- | ---------------- | ---------------------- | ---------- | --------------------------------- | ------------------------- | ---------------------------- |
| 1.  |        | Opole             | Opole            | 125 812                | 149        | 844                               | Arkadiusz Wiśniewski      | 50° 40′ 01″ N, 17° 55′ 37″ L |
| 2.  |        | Kędzierzyn-Koźle  | Kędzierzyn-Koźle | 54 029                 | 123,7      | 437                               | Sabina Nowosielska        | 50° 20′ 45″ N, 18° 12′ 31″ L |
| 3.  |        | Nysa              | Nysa             | 40 417                 | 27,5       | 1 469                             | Kordian Kolbiarz          | 50° 28′ 25″ N, 17° 19′ 58″ L |
| 4.  |        | Brzeg             | Brzeg            | 33 230                 | 14,6       | 2 274                             | Violetta Jaskólska-Palus  | 50° 51′ 42″ N, 17° 28′ 02″ L |
| 5.  |        | Kluczbork         | Kluczbork        | 21 888                 | 12,4       | 1 772                             | Jarosław Kielar           | 50° 58′ 23″ N, 18° 12′ 50″ L |
| 6.  |        | Prudnik           | Prudnik          | 18 817                 | 20,5       | 917                               | Grzegorz Zawiślak         | 50° 19′ 17″ N, 17° 34′ 48″ L |
| 7.  |        | Strzelce Opolskie | Strzelce         | 16 857                 | 30,0       | 562                               | Jan Wróblewski            | 50° 30′ 37″ N, 18° 18′ 24″ L |
| 8.  |        | Namysłów          | Namysłów         | 16 776                 | 22,6       | 742                               | Jacek Fior                | 51° 04′ 36″ N, 17° 42′ 25″ L |
| 9.  |        | Krapkowice        | Krapkowice       | 15 199                 | 21,0       | 723                               | Andrzej Kasiura           | 50° 28′ 28″ N, 17° 58′ 01″ L |
| 10. |        | Głuchołazy        | Nysa             | 12 545                 | 6,8        | 1 834                             | Paweł Szymkowicz          | 50° 19′ 01″ N, 17° 22′ 27″ L |
| 11. |        | Głubczyce         | Głubczyce        | 11 534                 | 12,5       | 920                               | Adam Krupa                | 50° 11′ 59″ N, 17° 49′ 50″ L |
| 12. |        | Zdzieszowice      | Krapkowice       | 10 082                 | 12,4       | 816                               | Sylwester Gidel           | 50° 25′ 19″ N, 18° 07′ 49″ L |
| 13. |        | Olesno            | Olesno           | 9 016                  | 15,1       | 598                               | Piotr Gręda               | 50° 52′ 36″ N, 18° 25′ 19″ L |
| 14. |        | Ozimek            | Opole            | 7 877                  | 3,3        | 2 424                             | Mirosław Wieszołek        | 50° 40′ 49″ N, 18° 12′ 36″ L |
| 15. |        | Grodków           | Brzeg            | 7 856                  | 9,9        | 795                               | Miłosz Krok               | 50° 41′ 53″ N, 17° 23′ 07″ L |
| 16. |        | Praszka           | Olesno           | 7 033                  | 9,3        | 753                               | Włodzimierz Stochniałek   | 51° 03′ 22″ N, 18° 27′ 02″ L |
| 17. |        | Paczków           | Nysa             | 6 592                  | 6,6        | 999                               | Artur Rolka               | 50° 27′ 50″ N, 17° 00′ 41″ L |
| 18. |        | Gogolin           | Krapkowice       | 6 412                  | 20,4       | 315                               | Krzysztof Reinert         | 50° 29′ 34″ N, 18° 01′ 04″ L |
| 19. |        | Zawadzkie         | Strzelce         | 6 308                  | 16,5       | 383                               | Michał Rytel              | 50° 36′ 17″ N, 18° 28′ 50″ L |
| 20. |        | Otmuchów          | Nysa             | 6 108                  | 49,6       | 123                               | Damian Nowakowski         | 50° 27′ 54″ N, 17° 10′ 21″ L |
| 21. |        | Niemodlin         | Opole            | 5 809                  | 13,1       | 443                               | Bartłomiej Kostrzewa      | 50° 38′ 32″ N, 17° 37′ 09″ L |
| 22. |        | Lewin Brzeski     | Brzeg            | 5 560                  | 11,6       | 478                               | Artur Kotara              | 50° 44′ 54″ N, 17° 36′ 59″ L |
| 23. |        | Głogówek          | Prudnik          | 5 426                  | 22,1       | 246                               | Piotr Bujak               | 50° 21′ 12″ N, 17° 51′ 39″ L |
| 24. |        | Kietrz            | Głubczyce        | 5 400                  | 18,8       | 288                               | Dorota Przysiężna - Bator | 50° 04′ 46″ N, 18° 00′ 32″ L |
| 25. |        | Wołczyn           | Kluczbork        | 5 300                  | 7,5        | 710                               | Jan Leszek Wiącek         | 51° 01′ 09″ N, 18° 02′ 57″ L |
| 26. |        | Tułowice          | Opole            | 3 630                  | 9,2        | 393                               | Andrzej Wesołowski        | 50° 35′ 33″ N, 17° 39′ 11″ L |
| 27. |        | Dobrodzień        | Olesno           | 3 415                  | 19,5       | 175                               | Agnieszka Hurnik          | 50° 43′ 42″ N, 18° 26′ 40″ L |
| 28. |        | Byczyna           | Kluczbork        | 3 340                  | 5,8        | 577                               | Iwona Sobania             | 51° 06′ 50″ N, 18° 12′ 51″ L |
| 29. |        | Kolonowskie       | Strzelce         | 3 187                  | 55,7       | 57                                | Norbert Koston            | 50° 39′ 09″ N, 18° 22′ 41″ L |
| 30. |        | Baborów           | Głubczyce        | 2 793                  | 11,9       | 235                               | Tomasz Krupa              | 50° 09′ 24″ N, 17° 59′ 09″ L |
| 31. |        | Prószków          | Opole            | 2 553                  | 16,2       | 157                               | Krzysztof Cebula          | 50° 34′ 45″ N, 17° 52′ 11″ L |
| 32. |        | Leśnica           | Strzelce         | 2 517                  | 14,5       | 174                               | Łukasz Jastrzembski       | 50° 25′ 48″ N, 18° 11′ 15″ L |
| 33. |        | Gorzów Śląski     | Olesno           | 2 413                  | 18,5       | 131                               | Rafał Kotarski            | 51° 01′ 41″ N, 18° 25′ 20″ L |
| 34. |        | Biała             | Prudnik          | 2 232                  | 14,7       | 152                               | Edward Plicko             | 50° 23′ 07″ N, 17° 39′ 35″ L |
| 35. |        | Ujazd             | Strzelce         | 1 829                  | 14,8       | 124                               | Hubert Ibrom              | 50° 23′ 20″ N, 18° 20′ 48″ L |
| 36. |        | Korfantów         | Nysa             | 1 688                  | 10,2       | 165                               | Janusz Wójcik             | 50° 29′ 13″ N, 17° 35′ 38″ L |
| 37. |        | Strzeleczki       | Krapkowice       | 1 507                  | 27,7       | 54                                | Marek Pietruszka          | 50° 27′ 30″ N, 17° 51′ 09″ L |